# Clásica San Sebastián 1982
De Clásica San Sebastián 1982 is de 2e editie van de wielerklassieker Clásica San Sebastián en werd verreden op 12 augustus 1982. Marino Lejarreta kwam na 229 kilometer als winnaar over de streep. Het was de tweede keer dat Lejarreta de wedstrijd won.

## Uitslag
| Plaats  | Naam                  | Ploeg                 | Tijd     |
| ------- | --------------------- | --------------------- | -------- |
| Winnaar | Marino Lejarreta      | Teka                  | 5’54’48” |
| 2       | Jesús Rodríguez Magro | Zor-Helios            | z.t.     |
| 3       | Pedro Delgado         | Reynolds-Galli        | z.t.     |
| 4       | Bernardo Alfonsel     | Teka                  | z.t.     |
| 5       | Ronny Van Holen       | Safir-Concorde        | +9’’     |
| 6       | Antonio Coll          | Teka                  | z.t.     |
| 7       | Bernard Vallet        | La Redoute-Motobecane | z.t.     |
| 8       | Federico Echave       | Zor-Helios            | z.t.     |
| 9       | Faustino Rupérez      | Teka                  | z.t.     |
| 10      | Ángel Arroyo          | Teka                  | z.t.     |

1981 · 1982 · 1983 · 1984 · 1985 · 1986 · 1987 · 1988 · 1989 · 1990 · 1991 · 1992 · 1993 · 1994 · 1995 · 1996 · 1997 · 1998 · 1999 · 2000 · 2001 · 2002 · 2003 · 2004 · 2005 · 2006 · 2007 · 2008 · 2009 · 2010 · 2011 · 2012 · 2013 · 2014 · 2015 · 2016 · 2017 · 2018 · 2019 · 2020 · 2021 · 2022 · 2023 · 2024